# Ladislav Hlaváček
Ladislav Hlaváček (Veltruby, 26 de junio de 1925 - Praga, 21 de abril de 2014) fue un futbolista checo que se desempeñaba como delantero.
Hlaváček jugó 15 veces para la selección de fútbol de Checoslovaquia entre 1948 y 1954.

## Biografía

### Club
Hlaváček pasó su carrera en dos grandes clubes de la capital checoslovaca, Praga. Primero jugó para el gigante checo del SK Slavia Praga), antes de unirse al Dukla Praga en 1954. Su mejor temporada como goleador fue en 1949 cuando acabó la temporada con 28 goles.

### Selección
Hizo su primera selección en 1948 con la selección checoslovaca. Fue seleccionado para jugar en la Copa del Mundo de 1954 en Suiza, donde Checoslovaquia no pasó de la primera ronda. Terminó su carrera el mismo año, anotando 5 goles en 15 partidos.